# Микосуки
Микосуки (на английски: Miccosukee) са северноамериканско индианско племе. Сформирано в началото на 18 век, тяхната съдба се свързва с тази на семинолите.
Исторически микосуки са били част от племето чиаха, които живели близо до планините на Тенеси. Предполага се, че по-късно чиаха се разделят на две, едните мигрират на изток в Каролина и се заселват при ямасите. Впоследствие тази група става известна като долни чиаха или същински чиаха. От тях в началото на 18 век се отделят микосуките. Те мигрират до северна Флорида и се заселват около езерото Микосуки и в Алачуа Плейнс, където стават част от новосформиращото се племе семиноли.
Микосуки за първи път се споменават през 1778 г. като племе, живеещо в 3 села. По време на Първата семинолска война през 1817 г. Андрю Джаксън опожарява стария град Микосуки, разположен на едноименното езеро. След този враждебен акт на американците микосуки се присъединяват към семинолите и двете племена обединяват силите си срещу американските посегателства. След Американската революция през 1784 г. Великобритания прехвърля източна и западна Флорида на Испания. Испанците позволяват на семинолите да разширят територията си дълбоко навътре в полуострова. В началото на 19 век американската армия все по-често нахлува в територията на Испания, за да връща избягали роби, които търсели убежище при семинолите. По време на Крикската война, Андрю Джаксън става герой. Две години по-късно той навлиза с войски в Северна Флорида. На 21 ноември 1817 г. войските му атакуват село на микосуки в югозападна Джорджия. Някои историци дават тази дата като начало за Първата семинолска война. По време на Втората семинолска война микосуките бягат на юг до Евърглейдс. След войните те издигнали своите лагери близо до пътя Тамаями, свързващ Маями и Тампа. Те се дистанцират от семинолите, заради преместването в резерватите и заради близките им отношения с американците. След федералното признаване на семинолите през 1957 г., микосуките решават да се организират отделно и получават федерално признаване през 1962 г. Днес резерватът Микосуки (1,35 km2) се намира в северната част на Евърглейдс.
През 1946 г. Министерството на вътрешните работи създава Индианската комисия по обезщетенията, чиято работа е да изплати обезщетения на федерално признатите племена за отнетите им земи. Първоначално микосуките не участват в исковете за компенсации, но впоследствие се съгласяват и също получават обезщетение за отнетите земи. Микосуките във Флорида притежават 3 резервата: Микосуки (1,35 km2), Алигатор (81 km2) и малък парцел в Маями, на който през 1999 г. е пуснат в експлоатация Микосуки Ресърт енд Конфърънс Хотел с 302 стаи. Отделно племето контролира около 810 km2 от влажните зони в южна Флорида. Някои от над 400-те членове на племето живеят в предградията на Маями.